# Генрик Жевуський
Генрик Жевуський (пол. Henryk Rzewuski, 3 травня 1791, Славута — 28 лютого 1866, Чуднів) — польський магнат родом з Волині, письменник і публіцист консервативного напряму, звеличував у нарисах розповідною манерою часи Польщі 18 ст., у тому ч. й на Правобережжі («Pamiętniki Imć pana Seweryna Sopiicy, cześnika Parnawskiego», 1839), разом з бароково-витівничими постатями козаків (так само в іст. повістях, наприклад, «Zaporożec», 1854).

## Коротка
Генрик Жевуський народився 3 травня 1791 р. у містечку Славута, що на Волині. Його народження збіглося з датою утвердження Конституції 3 травня, що викликало численні пророчі слова його близьких, про те, що в день її ухвалення на світ прийшов ще один її противник. Славнозвісний рід Жевуських закріпив свій авторитет вже у XVII ст. Його прадід Вацлав був заступником командувача армії Польського королівства, перший в родині проявив письменницький талант, написав кілька драм і комедії. Батько майбутнього письменника Адам Вавжинець був політичним і культурним діячем, опікувався родинним маєтком.
Молоді роки Генрик провів у Литві в маєтку своєї бабусі Маріанни Рдултовської, яка прищепила внукові «дух старих чеснот». Ще малим він дуже швидко освоїв родові традиції і рідну мову, вже в п'ять років умів добре читати. У шість років поїхав на навчання до школи-інтернату Кармелітів у Бердичеві, яка протягом декількох років піклувалась про його духовний розвиток . Свою юність він провів у Санкт-Петербурзі, отримав освіту Католицькому інституті, пізніше в Варшаві під керівництвом французького священика Гарнера, який, безсумнівно, залишив значний слід в майбутньому формуванні світогляду Жевуського.
1806–1807 роки Жевуський провів у Кракові, де він продовжив свою освіту, а двома роками пізніше, у Варшаві вступив до армії, де отримав звання лейтенанта, проте у 1810 залишив кар'єру військового з політичних причин.
Після Варшави Генрик повернувся в родовий маєток на Волині, але сім'ї не подобається тривала його присутність тому, вже в 1811 році вирушив в довгу подорож, відвідавши Швейцарію, Німеччину, Італію, Англію і Туреччину. У 1825 році поїхав у спільну подорож до Криму з Адамом Міцкевичем. Дружба з відомим письменником, започаткувала письменницьку творчість Жевуського. Проте, їхні дороги швидко розійшлись через різні політичні погляди.
Після повернення з Криму Генрик одружився з Юлією Грохольською, донькою звенигородського губернатора. Їхній шлюб був дуже успішним, дружина без жодних нарікань поділяла всі його переконання, була чудовою матір'ю, все життя присвятила турбуванню про чоловіка, господарству і вихованню дочок Марії та Ядвіги.
В 1829–1832 роках, коли польські землі переживали національно-визвольне повстання поляків і литовців проти Російської імперії (Листопадове повстання), родина Жевуських була в Італії. Саме у Римі були зроблені перші письменницькі спроби Генрика, яким він завдячує світочу польської літератури, Адаму Міцкевичу. Проте, саме Жевуський надихнув Міцкевича до написання «Пана Тадеуша» і пробудив цікавість до історій з життя сарматів та шляхтичів. Неймовірна любов Жевуського до старих звичаїв, традицій, дат, імен, прізвищ, історій, справили на Міцкевича велике враження.
Незабаром Жевуський написав свій перший твір — збірка шляхетських ґавенд «Щоденники Сопліци»(1839–1845), який згодом поставив його в ряд з найвизначнішими письменниками польського романтизму. Пізніше народжується ще один шедевр Жевуського — історичний роман «Листопад» (1845–1846), у якому автор надзвичайно тонко і об'єктивно зобразив нещадну боротьбу двох світів: католицько-консервативного та просвітницького, це було своєрідне протиставлення «сарматизму» західному культурному впливу. Роман складається із трьох томів, у яких на прикладі долі сім'ї Стравінських змалював картину польського суспільства за допомогою майстерно описаних характеристик героїв та вдало використаних художніх стилів. Твори Жевуського поєднують у собі велику літературну майстерність і безкомпромісну хоробрість проти морального і духовного занепаду, автор ніколи не мав на меті догодити читачеві. Найсильнішу хвилю критики викликав твір «Моральні мішанини»(1841), який він написав під псевдонімом Яроша Бейли. Письменник засудив моральний занепад співвітчизників, детально описав їхні безглузді вчинки та недоліки. Наступним його твором був історичний роман «Краківський замок»(1847–1848) про епоху панування Стефана Баторія, де майстерно описав моральну деградацію протестантів у особі Самюеля Зборовського. Подальші роботи Жевуського, такі як «Лицар Ліздейко», «Запорожець» або «Адам Шмігельський» також містять роздуми про розвиток історії батьківщини. «Воскресити минуле» — було головним девізом письменника.
Протягом 1840-1850-х років Жевуський тісно співпрацював з «Петербурзьким тижневиком» («Tygodnik Petersburski»), був організатором, а потім редактором газети «Варшавський щоденник» («Dziennik Warszawski»), який почав виходити в березні 1851 р. і користувався особливою популярністю серед читачів. Нове видання відразу привернуло увагу новаторством, жанровою та тематичною різноманітністю, тому здобуло рекордну для того часу кількість передплатників. Щоправда, швидкий занепад газети спричинив сам видавець. Він опублікував цикл статей «Цивілізація і релігія», і виражені в них украй консервативні та відверто клерикальні погляди відштовхнули читачів.

Письменник помер 26 лютого 1866 в своєму маєтку в селі Чуднів. Був похований на місцевому католицькому кладовищі.